# Tarnay Ernő
Tarnay Ernő, Trebitsch Ernő (Budapest, 1884. december 3. – Budapest, 1940. június 16.) színész, színházi rendező.

## Élete
Trebitsch Ignác Hirsch (1850–1916) könyvelő és Becher Fanni (1859–1912) gyermekeként született zsidó családban. Rákosi Szidi színésziskolájában tanult. 1907 és 1915 között a Magyar Színház és a Király Színház egyesített társulatának színésze, majd 1912-től rendezője volt. 1915 és 1925 között a Magyar Színház főrendezőjeként működött. 1925-ben kinevezték a Belvárosi Színház igazgatóhelyettesévé. 1926–27-ben ismét a Magyar Színházhoz szerződött. 1927 és 1930 között a Szegedi Városi Színháznál dolgozott művészeti igazgatóként és rendezőként, majd egy évig színészként. 1931-ben visszatért Budapestre, ahol megkapta a Belvárosi Színház főrendezői állását. 1932–1933-ban a Magyar Színház főrendezője és színésze, 1933-től haláláig a Vígszínház rendezője volt.
Felesége T. Oláh Böske (1890–1969) színésznő volt, akit 1916. szeptember 30-án Budapesten, a Terézvárosban vett nőül. Gyermekük Tarnay Vera.

## Rendezései
- Birabeau: Fiam a miniszter (1936)
- Csathó Kálmán: Fűszer és csemege (1938)
- Molnár Ferenc: A vörös malom
- Molnár Ferenc: Játék a kastélyban
- Bourdet: Fehér és fekete (1938)

## Főbb szerepei
- Gorkij: Éjjeli menedékhely – Aljoska
- Shakespeare: Hamlet – Laertes
- Jókai Mór: Az új földesúr – Garamvölgyi Aladár
- Bisson: A névtelen asszony – Raymond
- Rostand: A sasfiók – Metternich
- Echegaray: Az utolsó csók – Pablo